# Stadthalle (Königsberg)

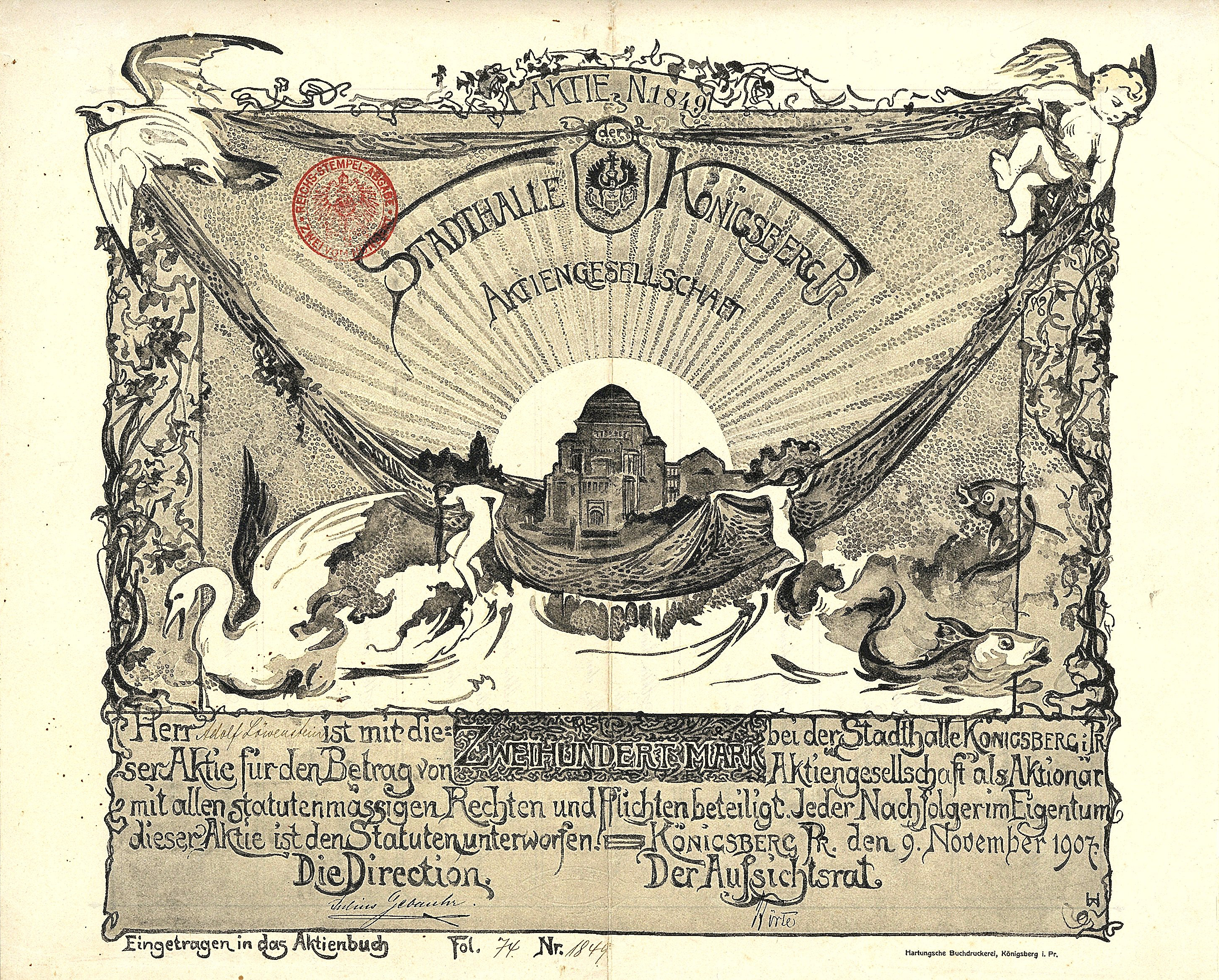
Gründeraktie der Stadthalle Königsberg AG vom 9. November 1907, als Direktor unterschrieben vom Julius Gebauhr, dem Sohn des Klavierbauers Carl Julius Gebauhr

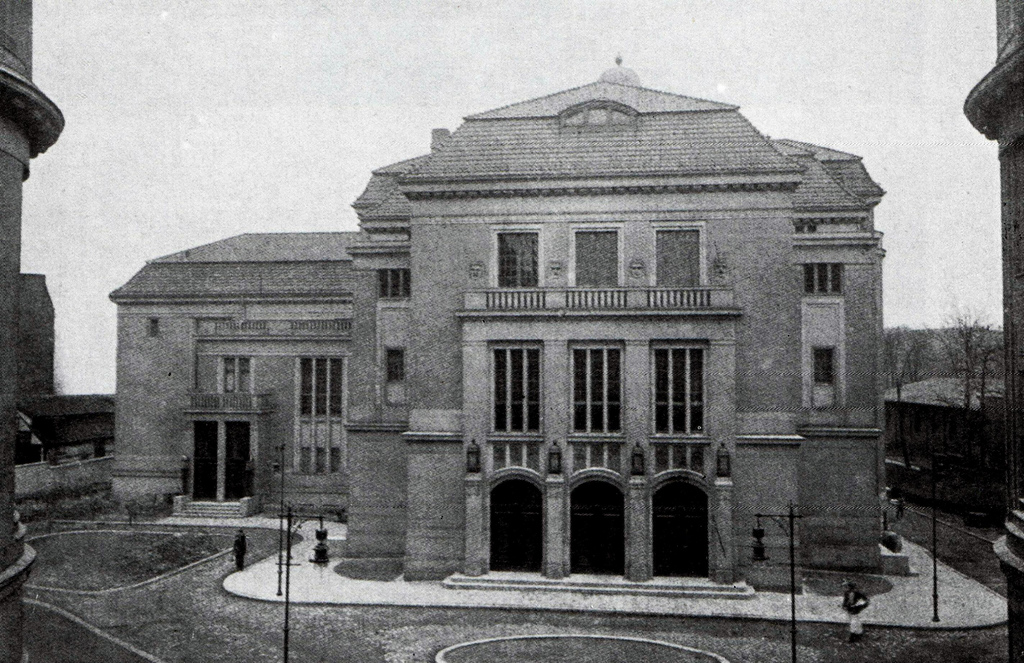
Stadthalle in Königsberg

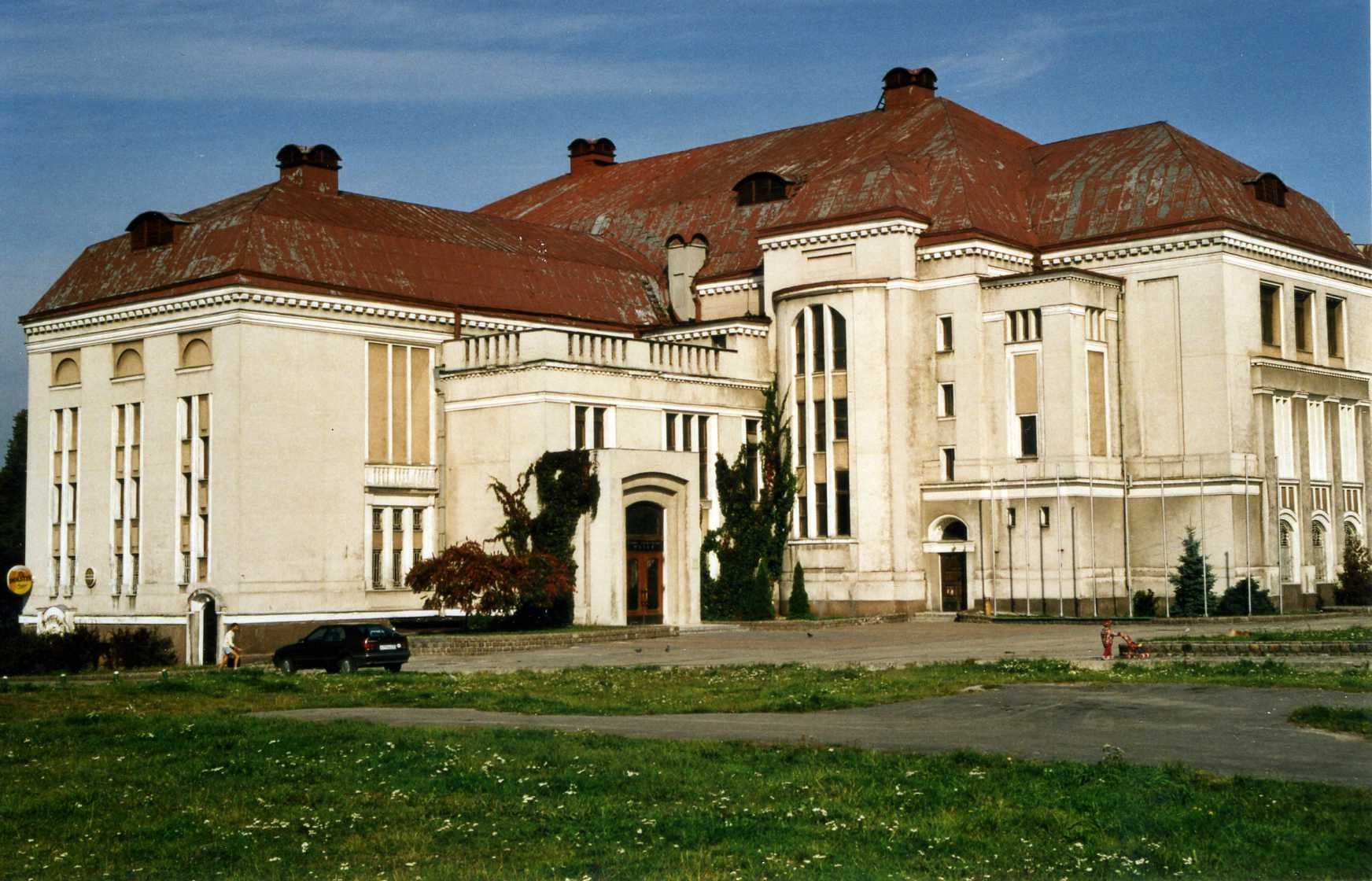
Stadthalle 2003

Die Stadthalle hatte die größten Veranstaltungssäle in Königsberg. Der Oberbürgermeister Siegfried Körte initiierte die Stadthalle AG als Trägergesellschaft. 1911 wurde das Gebäude nach Entwürfen des Berliner Architekten Richard Seel errichtet und 1912 eingeweiht. Zu den großzügigen Geldgebern gehörte Felix Japha. Das Gebäude besaß eine Stahlkonstruktion und hatte 1600 Sitzplätze, es diente für Konzerte und Veranstaltungen aller Art. Es war ausgestattet mit einer Orgel, die Bruno Goebel 1912 erbaute mit drei Manualen und 52 Registern. Sie wurde 1933 umgebaut und 1939–41 erweitert auf vier Manuale und 74 Register durch die Firma Bruno Goebel Söhne.
Die Säle waren nach den Initiatoren benannt: Siegfried Körte, Theodor Krohne und Carl Julius Gebauhr. Dazu gab es ein Restaurant und ein Café im Garten vor dem Schlossteich. Bei den Luftangriffen auf Königsberg wurde die Halle am 26. August 1944 schwer beschädigt. Das Gebäude dient heute als Kaliningrader Gebietsmuseum für Geschichte und Kunst (russisch Калининградский областной историко-художественный музей).